# 樫野孝人
樫野 孝人（かしの たかひと、1963年 - ）は、日本の実業家、政治家、著作家、映画プロデューサー。(株)CAP代表取締役、かもめ地域創生研究所理事、広島県公立大学法人県立広島大学大学院経営管理研究科客員教授、事業構想大学院大学事業構想研究所客員教授。IMJエンタテイメント創業者（現C&Iエンタテインメント）、広島県庁広報総括監、京都府参与、元兵庫県議会議員、全国地域政党連絡協議会顧問。兵庫県神戸市出身、神戸大学経済学部卒業。

## 概要
神戸市生まれ、神戸大学経済学部を卒業。 リクルートで人事、雑誌編集長、福岡ドームでイベントプロデュースを担当後、2000年IMJの代表取締役社長に就任し、ナスダックジャパン（現ジャスダック）に上場。国内最大手のweb構築企業に成長させる。
広島県庁で企画した「おしい！広島県！」と、京都府庁で企画した「もうひとつの京都」が、ショートショート・フィルムフェスティバル＆アジアで観光映像大賞（観光庁長官賞）を2度受賞。現在、(株)CAP代表取締役、かもめ地域創生研究所理事。

## 経歴
1963年（昭和38年）兵庫県神戸市に生まれる。神戸市立板宿小学校、神戸市立飛松中学校、兵庫県立長田高等学校、神戸大学経済学部を卒業。
1986年（昭和61年）（株）リクルートに入社。人事部門にて採用面接に関わる。その後、「キャンパスマガジン」編集長、渋谷のアートスペース館長、学生総研所長を歴任。
1993年（平成5年）福岡ドームのコンサルティングチームに参加し、マイケル・ジャクソンやマドンナなどのコンサートやシルク・ド・ソレイユ福岡公演などをプロデュース。サーカスの「アレグリア」は、当初から失敗するだろうと言われながら企業スポンサー、旅行会社の団体客に前もって売り、大成功の興行を収めた。
（株）メディアファクトリーにて映画制作事業を立ち上げ、「バトル・ロワイヤル」の製作に関わる。5000万円出資して4～5倍のリターンを回収。
2000年（平成12年）IMJ代表取締役社長に就任。3～4年で当初9億円だった年商を40億円まで伸ばし、資本政策に入り、楽天やTSUTAYAのカルチュア・コンビニエンス・クラブ(CCC)、三井物産などと資本提携し、組織風土を大企業バージョンに変えた。
2001年（平成13年）ナスダック・ジャパンに株式上場を果たす。IMJの連結グループ23社、売上高186億円、従業員数1,000名の国内最大手のWEBサイト制作企業に成長させた。
2009年（平成21年）IMJの社長を退任し、神戸市長選挙に出馬。15万6178票を獲得するも惜敗。現職との差は7,852票と戦後で最も僅差だった。
2011年（平成23年）広島県の広報総括責任者(CMO)に就任。
2012年（平成24年）京都府の参与、マーケティングプロデューサーに就任。株式会社CAP　代表取締役社長に就任。
2013年（平成25年）神戸市長選挙に出馬。15万6214票を獲得するも再度惜敗。元副市長の久元喜造との差は5,675票で、2009年に続いて戦後で最も僅差となった。
2014年（平成26年）3月3日に神戸志民党を結成。翌年に実施された第18回統一地方選挙では兵庫県議会議員選挙にて須磨区選挙区から当選。
2017年（平成29年）神戸市長選挙に不出馬を表明。
2018年（平成30年）かもめ地域創生研究所　理事に就任。
現在は、広島県公立大学法人県立広島大学大学院経営管理研究科客員教授、事業構想大学院大学事業構想研究所客員教授を務める。

## 人物
- 趣味は野球、小中高と野球をしていた。元読売巨人軍の村田真一と同じ小学校で対戦して勝った経験もある。県大会に出場して主将として開会式で選手宣誓をした[17]
- 子どもの頃から政治家になると決めていた。明確に意識したのは高校2年生の時で、神戸市が「株式会社神戸市」と呼ばれ、1981年に開催された博覧会「ポートピア'81」もあって全国から注目を集めていた頃だった。当時の神戸市長が高校の先輩で、いずれは自分も政治家になると思った[1]。
- リクルートで紙、空間、ラジオ、映像と、メディアを一通りやった。ちょうどインターネットが急成長してきた時代にネットをやらないとメディア全部をわかったとは言えないと思い、アイ・エム・ジェイの転職を選択した[4]。
- 信条は「変革は、小さいところ、弱いところ、遠いところから始まる」[18]。

## 著書
※ 国立国会図書館「樫野孝人」調べにて
- 『ごくつぶしのひまつぶし』（阪急コミュニケーションズ、1993年11月1日）　ISBN 978-4484932255
- 『福岡ドーム「集客力」の作り方』（阪急コミュニケーションズ、1994年9月1日）　ISBN 978-4484942216
- 『大事なことはみんなリクルートから教わった』（柳谷杞一郎ほか共著、雷鳥社、2001年11月1日）　ISBN 978-4844133261
  - リクルート道を究めた11人の出身者の1人してインタビュー「会社よりもまず自分に軸を置け」
- 『情熱革命 : 神戸を変える、市民が変える』（カナリア書房、2009年10月1日）　ISBN 978-4778201173
- 『無所属新人 : 上場企業社長の選挙ものがたり』（カナリア書房、2010年5月1日）　ISBN 978-4778201340
- 『地域再生7つの視点』（山口裕史と共著、カナリア書房、2012年7月7日）　ISBN 978-4778202255
- 『おしい!広島県の作り方 : 広島県庁の戦略的広報とは何か?』（カナリア書房、2013年1月31日）　ISBN 978-4778202460
- 『人口減少時代の都市ビジョン』（カナリアコミュニケーションズ、2015年3月2日）　ISBN 978-4778202972
- 『仕事を楽しむ整える力 : 人生を自由に面白くする37の方程式』（CAPエンタテインメント、2021年5月28日）　ISBN 978-4910274027
- 『公務員のための情報発信戦略 : 実例広島県福山市』（CAPエンタテインメント、2021年11月1日）　ISBN 978-4910274041
- 『議員という仕事 (リクルートOBのすごいまちづくり)』（松本光博ほか共著、CAPエンタテインメント、2022年6月14日）　ISBN 978-4910274065
- 『元リクルートのすごいまちづくり』（CAPエンタテインメント、2023年7月10日）　ISBN 978-4910274089

## 作品

### 映画
※ MOVIE WALKER「樫野孝人」の映画作品より
- 『MONDAY』（シネカノン 配給、2000年4月29日公開）- プロデューサー
- 『ジュブナイル』（東宝 配給、2000年7月15日）- 製作
- 『とらばいゆ』（ザナドゥー、アミューズピクチャーズ 配給、2002年3月23日公開）- 製作総指揮
- 『DRIVE ドライブ』（日本ヘラルド映画 配給、2002年8月24日公開）- エグゼクティブ・プロデューサー
- 『幸福の鐘』（東北新社 配給、2003年11月22日公開）- 製作総指揮
- 『ジョゼと虎と魚たち』（アスミック・エース 配給、2003年12月13日公開）- フィルムパートナーズ
- 『バトル・ロワイアル』（東映 配給、2000年12月16日公開） - 製作委員会
- 『NANA』（東宝 配給、2005年9月3日公開）
- 『この胸いっぱいの愛を』（東宝 配給、2005年10月8日公開）- 製作
- 『ただ、君を愛してる』（東映 配給、2006年10月28日公開）- 製作
- 『眉山』（東宝 配給、2007年5月12日公開）- 製作統括
- 『きみにしか聞こえない』（ザナドゥー 配給、2007年6月16日公開）- 製作
- 『そのケータイはXXで』（東映 配給、2007年12月1日公開）- 製作
- 『KIDS』（東映 配給、2008年2月2日公開）- 製作
- 『奈緒子』（日活 配給、2008年2月16日公開）- 製作代表
- 『秘密潜入捜査官 ワイルドキャッツ in ストリップ ロワイアル』（東映ビデオ 配給、2008年6月28日公開）- 企画
- 『死にぞこないの青』（ザナドゥー 配給、2008年8月30日公開）- 製作
- 『イキガミ』（東宝 配給、2008年9月27日公開）- 製作
- 『MW-ムウ-』（ギャガ 配給、2009年7月4日公開）- 製作
- 『グーグーだって猫である』（アスミック・エース 配給、2008年9月6日公開）- エグゼクティブプロデューサー
- 『カフーを待ちわびて』（エイベックス・エンタテインメント 配給、2009年2月28日公開）- 製作
- 『フィッシュストーリー』（ショウゲート 配給、2009年3月20日公開）- 製作委員
- 『ノーボーイズ,ノークライ』（ファントム・フィルム 配給、2009年8月22日公開）- エグゼクティブプロデューサー
- 『女の子ものがたり』（IMJエンタテインメント 配給、2009年8月29日公開）- 企画
- 『半分の月がのぼる空』（IMJエンタテインメント 配給、2010年4月3日公開）- 製作
- 『七瀬ふたたび』（IMJエンタテインメント 配給、2010年10月2日公開）- 製作

## 出演

### 雑誌
※ 国立国会図書館「樫野孝人」調べにて
- 『出版ニュース』（出版ニュース社）- 「リクルートOBのすごいまちづくり」
- 『セキュリティ研究 (SSA mook)』（JSN日本セキュリティ情報サービス）
- 『週刊ダイヤモンド』（ダイヤモンド社）